# بيترو ديجلي أنجيلي
بيترو ديجلي أنجيلي ، أو بيير أنجيليو بارجيو ( باللاتينية : Petrus Angelius Bargaeus ) (1517 - 1596) هو شاعر وإنساني إيطالي من عصر النهضة . 

## سيرة شخصية
هو مواطن من مدينة بارجا ، وهي بلدة صغيرة في توسكانا ، ومن هنا كان يطلق عليه عادةً لقب بارجايوس، درس القانون والعلوم الإنسانية في بولونيا .  بسبب علاقة حب هي السبب وراء تركه تلك المدينة، وتوجه إلى البندقية . ثم قام برحلة إلى القسطنطينية ، وقام برحلة أخرى إلى فرنسا ، وعاد أخيرًا إلى إيطاليا، حيث كان مدرسًا عامًا للغة اليونانية في ريجيو إميليا سنة 1546. كان أستاذ في بيزا ، وفي نفس الوقت مستشارًا لشؤون التعلم للكاردينال فرديناندو دي ميديشي ، في روما ثم في فلورنسا لاحقًا. وكان لديه معرف واسعة بين الأدباء في عصره، وكثيرًا ما يرد اسمه في أعمالهم. لقد كان أحد النقاد الخمسة الرئيسيين الذين قدم لهم كتاب تاسو تسليم القدس .  توفي في بيزا عام 1596 ودفن في كامبوسانتو مونومنتالي .
- تي.

## ملحوظات
1. 1 2 3 4 5 6 7  Dizionario Biografico degli Italiani | ANGÈLI, Pietro (بالإيطالية), 1961, QID:Q1128537
2. 1 2 3  Asor-Rosa 1961.